# マルセル・ティセラン
マルセル・ティセラン（Marcel Tisserand 、1993年1月10日 - ）は、フランス・セーヌ＝エ＝マルヌ県モー出身のサッカー選手。コンゴ民主共和国代表。アル・イテファク所属。ポジションは、ディフェンダー。

## クラブ経歴
2009年からASモナコの下部組織に入団。2013年8月のリーグ・アン・FCジロンダン・ボルドー戦でトップチームデビュー。
2014年1月、リーグ・ドゥのRCランスに半年間レンタル移籍。
2014年7月、今度はリーグアンのトゥールーズFCにレンタル移籍。
2016年8月、ブンデスリーガのFCインゴルシュタット04と4年契約を結んだ。
2017年8月22日、VfLヴォルフスブルクにレンタル移籍。2018-19シーズンからはヴォルフスブルクに完全移籍した。
2020年9月15日、フェネルバフチェSKに移籍。
2022年8月21日、アル・イテファクに3年契約で移籍した。

## 代表歴
ティセラン自身はフランス生まれだが母親がコンゴ民主共和国出身であったため、コンゴ民主共和国代表を選択した。2013トゥーロン国際大会ではU-20代表の一員として参加している。2016年5月の ルーマニア代表戦でA代表初出場。